# Erdei aggófű
Az erdei aggófű (Senecio sylvaticus) a fészkesvirágzatúak (Asterales) rendjébe és az őszirózsafélék (Asteraceae) családjába tartozó faj.

## Előfordulása
Az erdei aggófű eredeti előfordulási területe Európa, beleértve a Brit-szigeteket és Skandináviát is, azonban Ukrajnából és Oroszországból hiányzik. Grönlandon és Izlandon is vannak őshonos állományai. Az ázsiai elterjedése a Kaukázus déli részétől Törökországon keresztül, egészen Izraelig tart. Ukrajnába, Észak-Amerika mindkét partjára, Dél-Amerika déli felébe, valamint Új-Zélandra betelepítették.

## Képek

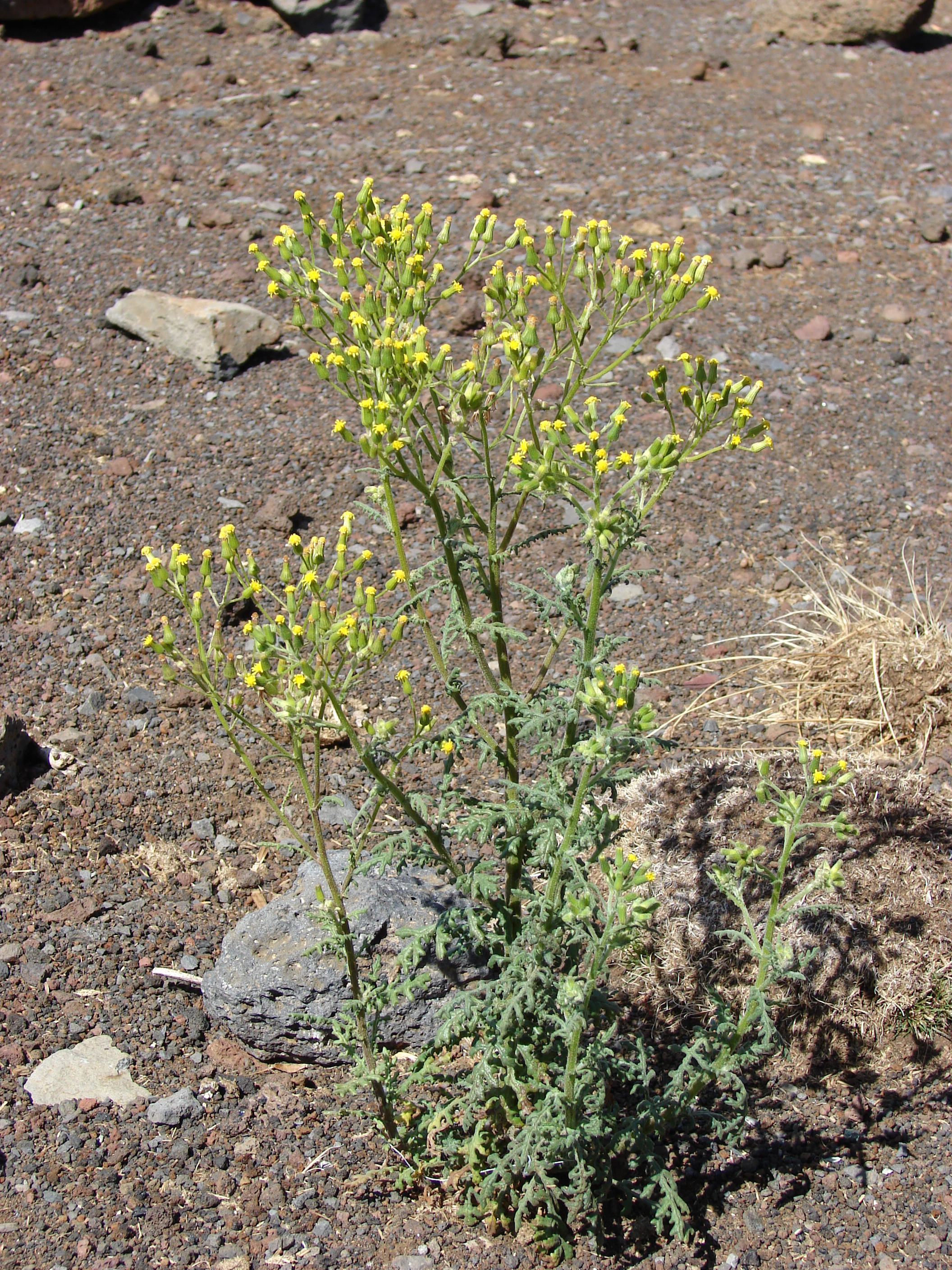
Bimbós és
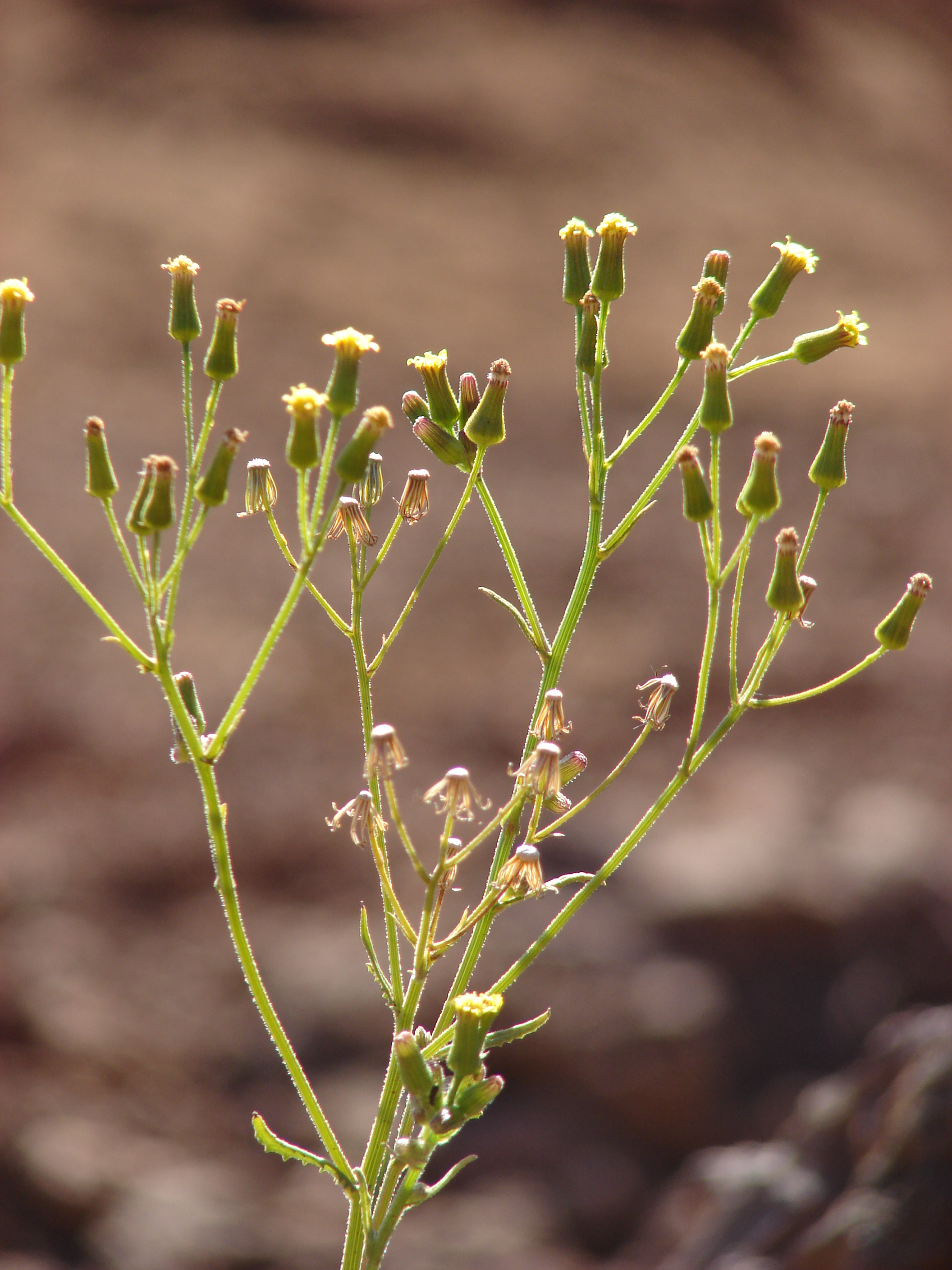
virágos
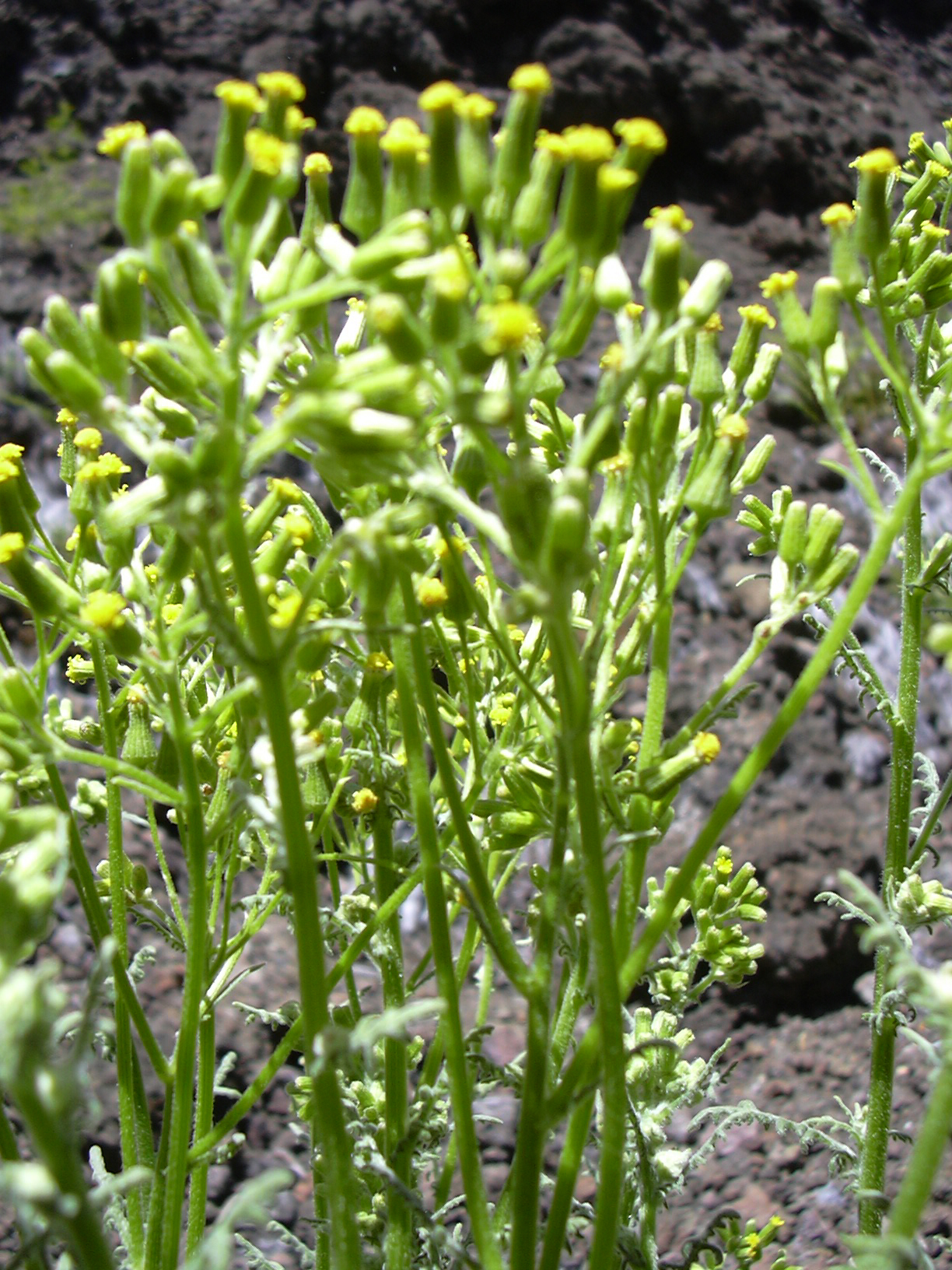
példányok
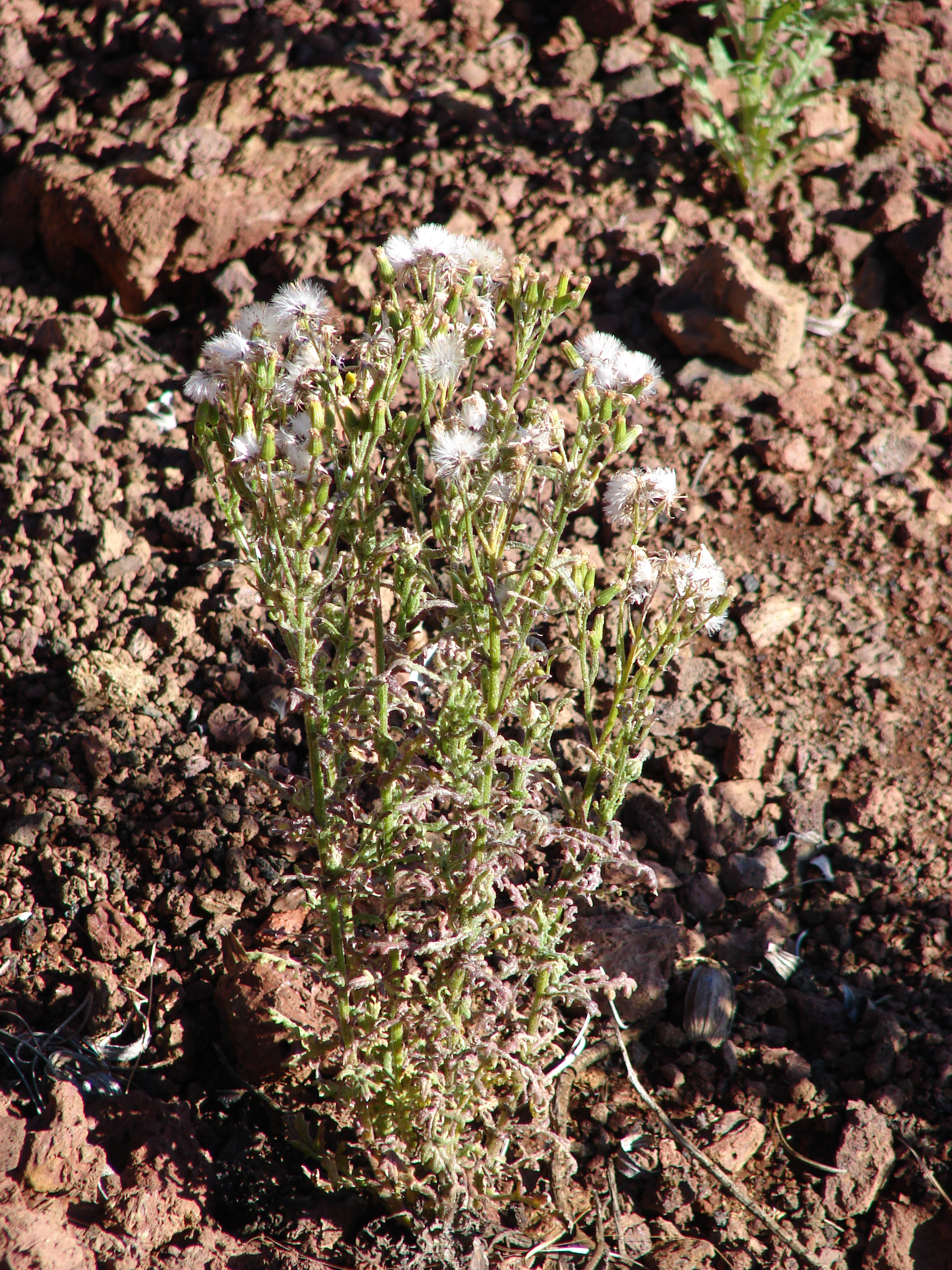
Termő növény
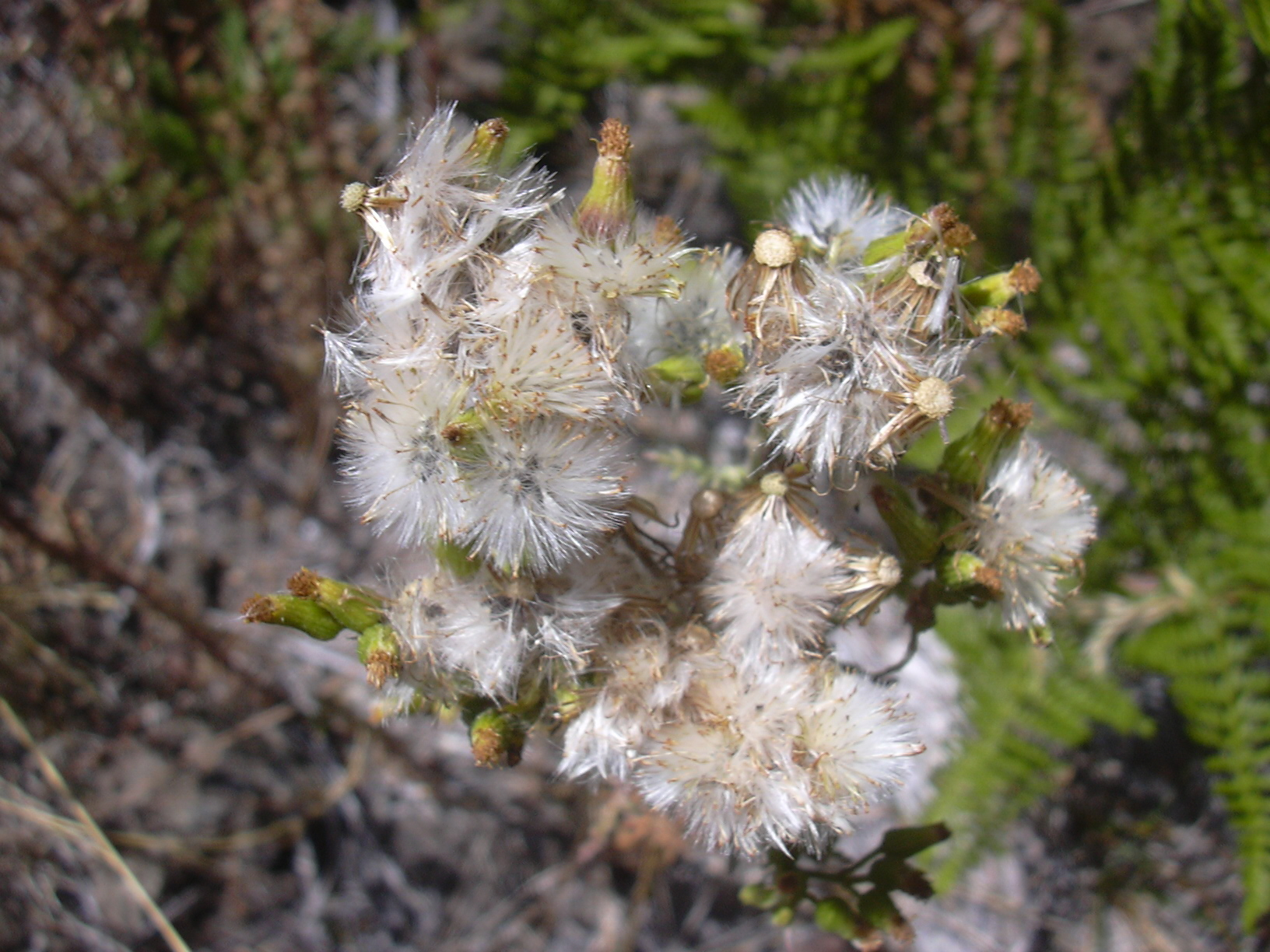
termései
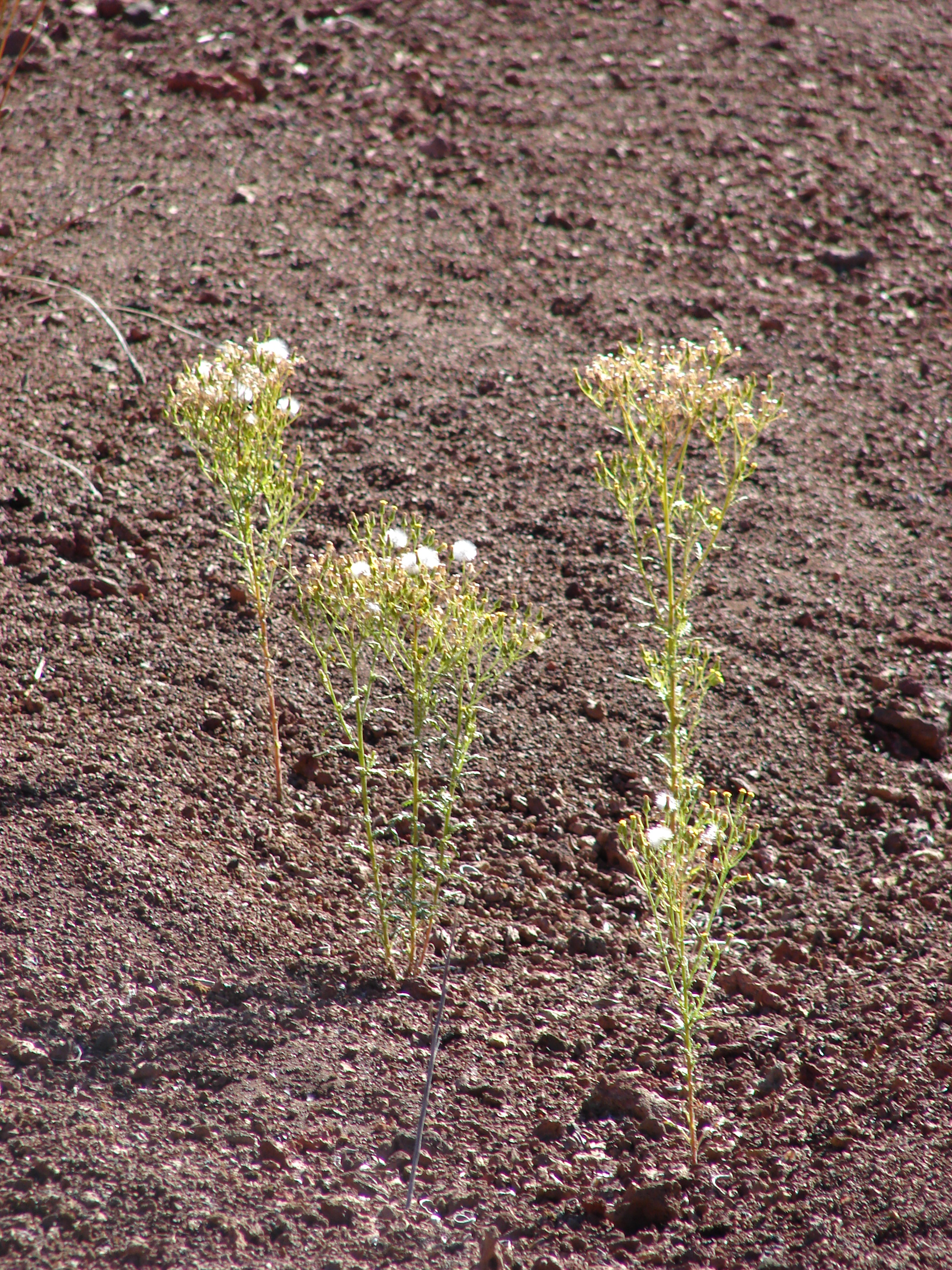
Új földet hódítva
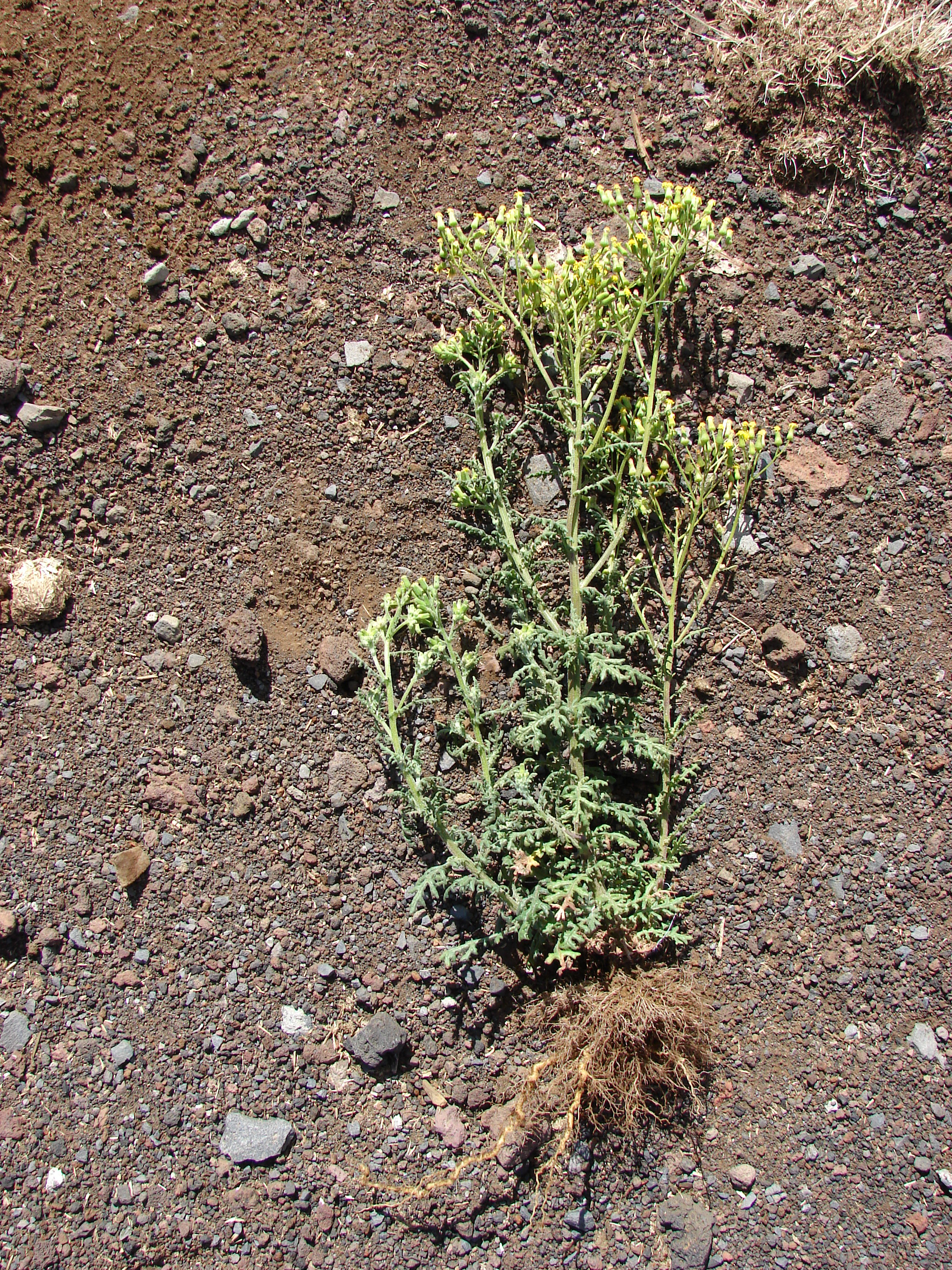
Gyökerestül
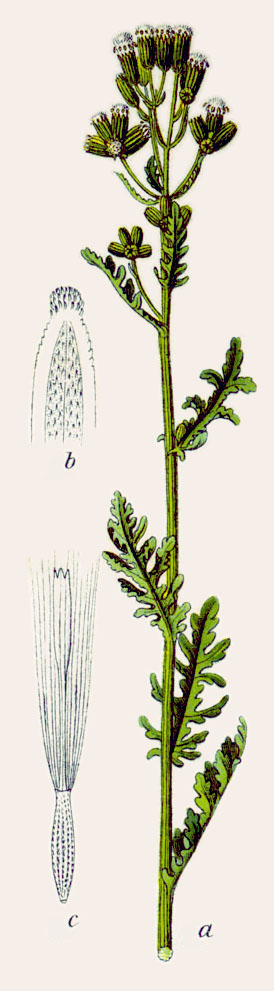
Rajz a növényről